# Saint-Amand-des-Hautes-Terres
Saint-Amand-des-Hautes-Terres – miejscowość i dawna gmina we Francji, w regionie Normandia, w departamencie Eure. W 2013 roku jej populacja wynosiła 285 mieszkańców. 
W dniu 1 stycznia 2016 roku z połączenia dwóch ówczesnych gmin – Amfreville-la-Campagne oraz Saint-Amand-des-Hautes-Terres – utworzono nową gminę Amfreville-Saint-Amand. Siedzibą gminy została miejscowość Amfreville-la-Campagne. 